# Кевін Робертсон
Кевін Робертсон (англ. Kevin Robertson, 8 лютого 1959) — американський ватерполіст.
Срібний призер Олімпійських Ігор 1984, 1988 років.